# EGLU
(2S)-α-Etilglutaminska kiselina (EGLU) je lek koji se koristi u neurološkim istraživanjima. On je bio jedno od prvih jedinjenja za koja je utvrđeno da deluju kao selektivni antagonisti za grupu II metabotropnih glutamatnih receptora (2/3), tako da je bio koristan u karakterizaciji i istraživanju ove receptorske familije.